# Петрунин, Николай Юрьевич
Николай Юрьевич Петрунин (27 февраля 1976, Вязники, Владимирская область — 12 октября 2022, Москва) — российский предприниматель, государственный и политический деятель. Депутат Государственной Думы седьмого созыва и восьмого созыва, член фракции «Единая Россия», заместитель председателя комитета Госдумы по энергетике.
Из-за вторжения России на Украину, находился под международными санкциями Евросоюза, США, Великобритании и ряда других стран.

## Биография
В 2003 году получил высшее образование по специальности «экономика и менеджмент» окончив Владимирский государственный университет. В 2005 году защитил диссертацию на соискание степени кандидата экономических наук в Российском государственном социальном университете. По результатам анализа диссертации Петрунина сообществом «Диссернет» выявлены некорректные заимствования в его диссертации на ста страницах из сто пятьдесят одной страницы, почти 100 страниц текста диссертации составляют заимствования из диссертации Суровой Надежды Юрьевны, защитившей диссертацию в 2004 году.
С 1993 по 2015 год работал в ООО «Алеант» в должности генерального директора, с 1999 года параллельно работал в ООО «Стекло-Газ-Холдинг» в должности генерального директора до 2015 года. До избрания в Государственную думу работал в ООО «ПромГазСервис» в должности управляющего директора.
В сентябре 2016 года баллотировался в Госдуму по спискам партии «Единая Россия», по результатам распределения мандатов избран депутатом Государственной Думы VII созыва. В сентябре 2021 года переизбран депутатом Госдумы от региональной группы № 34 (Тульская область) общефедеральной части избирательного списка партии «Единая Россия».
2 ноября 2022 года мандат Петрунина (освободившийся после его смерти) передан Андрею Парфенову.

## Смерть
12 октября 2022 года умер в возрасте 46 лет. Похоронен в Москве на Троекуровском кладбище.

## Законотворческая деятельность
С 2016 по 2019 год, в течение исполнения полномочий депутата Государственной Думы VII созыва, выступил соавтором 66 законодательных инициатив и поправок к проектам федеральных законов.

## Сведения о доходах
На сайте Государственной думы указана сумма декларированного дохода за 2016 год в размере 60 637 195.24 рублей, доход супруги в соответствии с декларацией — 15 520 345.71 рублей; по декларации за 2017 год сумма декларированного дохода Петрунина составила 13 283 986,00 рублей, доход супруги за этот же период — 13 391 437,63 рублей.

## Семья
Был женат, вдова в прошлом — майор милиции, отец троих детей.

## Награды
- Медаль ордена «За заслуги перед Отечеством» II степени[13].